# Mesir Macunu

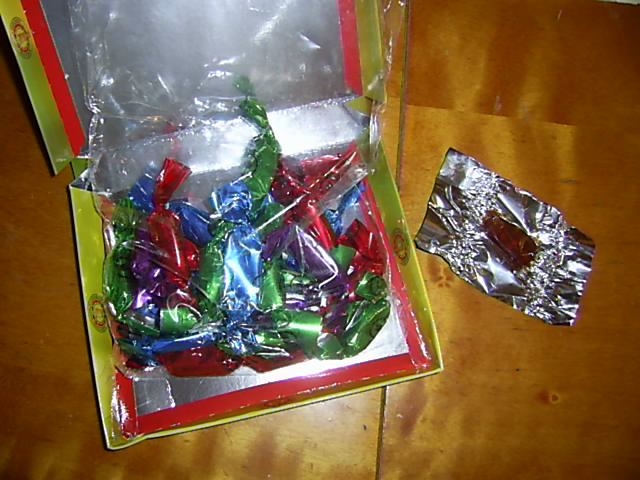
Doces Mesir Macunu tradicionais da Turquia

Mesir Macunu é um doce tradicional turco, que se acredita ter efeitos terapêuticos. A pasta de Mesir foi produzida pela primeira vez como medicamento durante o período otomano, e tornou-se uma parte importante das festividades locais na cidade de Manisa. As versões anteriores de Mesir Macunu não eram doces, mas sim picante. 
Macun é atualmente uma pasta doce de doces de confeitaria turca que se originou de preparações picantes de Mesir macunu.

## História
De acordo com a história sobre as origens da massa de Mesir, Ayşe Hafsa Sultan, que se tornou a esposa de Selim II e a mãe de Solimão O Magnífico, após a sua transferência da Crimeia para o Harem otomano no século XVI, ficou gravemente doente após a morte de seu marido. Infelizmente, os médicos não conseguiram encontrar uma cura, pelo que o sultão Solimão consultou Merkez Muslihiddin Efendi, directora da escola teológica pertencente à Mesquita Yavuz Selim. Ela já estava fazendo remédios usando ervas e especiarias para pessoas doentes e construindo um pequeno tipo de hospital ao lado da escola. Depois de receber a carta de Solimão sobre sua mãe doente, ele misturou 41 tipos diferentes de plantas e especiarias para formar uma pasta medicinal e enviou para o palácio. Quando Ayşe Hafsa Sultan pegou essa pasta, ele se recuperou e queria compartilhar esse remédio milagroso com os outros. À medida que os pedidos do povo aumentaram, o sultão disse a Merkez Efendi que distribuisse o macarrão às pessoas todos os anos em uma espécie de festival. Para isso, ele seleccionou o dia 22 de março, porque simbolizou o início da primavera e os topos das cúpulas e minaretes da mesquita do sultão foram escolhidos para sua libertação para as pessoas. A celebração do Mesir começou dessa maneira em torno de 1527-1528. Desde então, todos os anos, em torno de 21 de março, o que é conhecido como o festival da primavera de Nevroz, milhares de pessoas se reúnem na frente da mesquita do sultão para pegar a pasta de Messir em papel e atirada do telhado das mesquitas.
O festival ou festival de Mesir Macunu foi declarado Património Cultural Imaterial da Humanidade e inscrito pela UNESCO na lista em 2012.